# Astragalus hartwegii
Astragalus hartwegii är en ärtväxtart som beskrevs av George Bentham. Astragalus hartwegii ingår i släktet vedlar, och familjen ärtväxter. Inga underarter finns listade i Catalogue of Life.